# Phyllis Covell
Phyllis Lindrea Howkins, coniugata Covell (Londra, 22 maggio 1895 – Heyshott, 28 ottobre 1982), è stata una tennista britannica.

## Biografia
Cresciuta in una famiglia benestante, ha giocato nei primi anni col nome da nubile Phyllis Howkins. Nel 1921 si è sposata in India con Beverley Covell, usando da allora il cognome del marito nelle competizioni.

## Carriera
Ottiene i suoi risultati migliori nel periodo interbellico: in singolare ha raggiunto i quarti di finale sia a Wimbledon che agli U.S. National Championships, nel doppio femminile ha formato una coppia importante con la connazionale Kitty McKane. Insieme hanno raggiunto due finali Slam, trionfando agli U.S. National Championships 1923, e la finale olimpica a Parigi 1924, dove si sono arrese alle statunitensi Helen Wills Moody e Hazel Wightman. Nello stesso anno ha fatto parte della squadra britannica capace di vincere la Coppa Wightman contro gli Stati Uniti.
Ha raggiunto due finali Slam anche nel doppio misto: la prima a Wimbledon 1921 in coppia con Max Woosnam e la seconda agli U.S. National Championships 1929 con Bunny Austin, ma in entrambi i casi ne sono usciti sconfitti.